# Alexander Borissowitsch Goldenweiser
Alexander Borissowitsch Goldenweiser (russisch Александр Борисович Гольденвейзер, wiss. Transliteration Aleksandr Borisovič Gol'denvejzer; * 26. Februarjul. / 10. März 1875greg. in Chișinău; † 26. November 1961 in Moskau) war ein russischer Komponist und Pianist.

## Leben
Goldenweiser studierte am Moskauer Konservatorium Klavier bei Alexander Siloti und Pawel Pabst und Komposition bei Sergei Tanejew, Anton Arenski und Michail Ippolitow-Iwanow. Ab 1904 war er Professor an der Schule der Philharmonischen Gesellschaft. Ab 1906 unterrichtete er auch am Konservatorium, das er zwischen 1922 und 1924 sowie 1939 und 1942 leitete. Zu seinen zahlreichen Schülern gehören Grigori Ginsburg, Lasar Berman, Samuil Feinberg, Dmitri Kabalewski, Nikolai Petrow, Nikolai Kapustin, Tatjana Nikolajewa, Nelly Akopian, Dmitri Baschkirow, Sergei Jewsejew, Leonid Rojsman, Çingiz Sadıqov und viele weitere.
Er komponierte drei Opern, Das Gastmahl zur Pestzeit (1942), Die Sänger (1943), Frühlingswogen (1947), zwei Orchestersuiten, eine Dante-Ouvertüre, eine Revolutionskantate, ein Streichquartett, ein Klaviertrio, eine Klaviersonate und Fugen für Klavier.

## Auszeichnungen
- Volkskünstler der RSFSR (1931)
- Volkskünstler der UdSSR (1946)
- Zwei Leninorden (1945, 1953)
- Stalinpreis (1947)
- Drei Orden des Roten Banners der Arbeit (1937, 1950, 1955)
- Medaille „Für heldenmütige Arbeit im Großen Vaterländischen Krieg 1941–1945“